# Puławy Miasto
Puławy Miasto – przystanek osobowy w Puławach, w województwie lubelskim, w Polsce. Według klasyfikacji PKP ma kategorię dworca regionalnego.

## Ruch pasażerski[3]
| Rok  | Wymiana pasażerska na dobę |
| ---- | -------------------------- |
| 2017 | 300-499                    |
| 2018 | 100-149                    |
| 2019 | 150-199                    |
| 2020 | 300-499                    |
| 2021 | 500-699                    |
| 2022 | 1200                       |
| 2023 | 1500                       |

Na przystanku zatrzymują się wszystkie pociągi osobowe oraz dalekobieżne, dla których jest to jedyne miejsce zatrzymania w mieście.

## Peron
Na przystanku znajduje się dwukrawędziowy peron o długości 390 m oraz wysokości nad poziomem główki szyny wynoszącej 56 cm od strony toru nr 1 i 52 cm od strony toru nr 2. Peron jest zadaszony i wyposażony w ławki oraz urządzenia nagłaśniające.

## Dworzec
W 1959 został wybudowany dwukondygnacyjny dworzec.
Od kwietnia do grudnia 2016 obiekt został przebudowany przez radomskie przedsiębiorstwo Darco. W ramach inwestycji budynek został przebudowany na jednokondygnacyjny i dostosowany do potrzeb osób niepełnosprawnych, odnowiona została elewacja i pokrycie dachowe oraz zainstalowano monitoring. Oficjalne otwarcie odbyło się 19 grudnia. Na początku 2017 PKP Intercity planowało uruchomić na przystanku kasę. Przewozy Regionalne natomiast, które pierwotnie chciały postawić biletomat, zaniechały tego działania ze względu na niesprecyzowanie warunków zamknięcia linii kolejowej nr 7 podczas jej planowanej modernizacji.
Do dworca przylega budynek mieszkalny.